# デザイン書道
デザイン書道（でざいんしょどう）とは、書作品にCG処理などの加工を施したものである。広義ではデジタル書道、字画像、アート書道、商業書道とも称される。

## 概要
書道作品に、コンピュータグラフィックス（CG）などを用いて加工し、デザイン素材とするものを、「デザイン書道」と呼ぶ。手書き文字を基にした広告やパッケージ、雑貨、ロゴマークなどの商業デザイン的なものや、自分が書いた書作品を飾ったり年賀状のデザインとする個人の趣味的なものなどがある。アート書道と商業書道の違いは、自己表現を目的にしたものか、商品性のアピールを目的にしたものかの違いであるが、商業書道は広告の歴史とともにあり、特に新しい概念ではない。アート書道は、作品を商品化した時点で商業書道の分野に入るとも言えるが、そこには広告的な方法論はもとより、伝統書道にみられる高度な技法の習得も必要とせず、自分の感性のままに創作されるものであるため、本格的な書家ではなくても趣味として気軽に楽しめるものであり、若い世代を中心に広まっている。「字画像」については、学校教育の教材として開発された経緯があり、自己表現に重きを置いた表現形式であることに特徴がある。

### 範囲
手書き文字を使った商業ポスターや年賀状のデザインなどのように、主に書作品がデジタル加工されたものを指すが、厳密には芹沢銈介の染織デザインなど、文字をデザイン・加工したものであればコンピュータ処理を介さないものも、手書き作品を用いないものも、全てデザイン書道に入れられる。

## コンピュータグラフィックスとデザイン書道の関わり
1990年、コンピュータの発達と処理能力の高まりを背景に、Adobe Photoshop（アドビフォトショップ）バージョン1.0が発売された。これはそれまで高価な機材と高度な技術を必要とした工程を、パソコン上で、しかも安価に提供した。これを契機として印刷業界やデザイン業界はデジタル処理による商業印刷が活発に行われることとなった。バージョンを重ねるごとにコンピュータの高性能化、低価格化が進み、プロのみならずアマチュアにも容易に扱えるようになり、Windows XPの発売以後は、多くのコンピュータグラフィックス（CG）ソフトが発売され、CGが手軽に扱えるようになり、書道作品をパソコンに取り込んで加工することが一般家庭においても盛んにおこなわれるようになった。

## その他の呼称

### デジタル書道
CG加工の技術によったデザイン書道は、特にデジタル書道と称される。手書きの書をデジタル画像として取り込み、彩色したり、背景と組み合わせて作品を制作する。1995年に菊地光道によって提案され、当初は「電脳彩書」と呼ばれていた。パソコンの活用と結びつけるスタイルは、手軽でしかも幅の広い創造的な活動が行えることから、各地域においてはカルチャーセンターや市民講座など、学校教育では子供たちの学習意欲や文字に対する親しみを高めるという学習効果から授業で活用されている。

### 字画像
字画像（じがぞう）は、手書きの書をデジタル画像として取り込む方法に加えて、背景を印刷した紙に後から、直接墨書する方式も取り入れているところが特徴の一つ。この「字画像」は、学校教育の教材として開発された。字画像制作を自己表現の場として提供し、そこから自己理解、他者理解を深め、互いの感性個性を尊重する心を育む。このことを目的とした書道の新しい表現形式が字画像である。字画像は、作品として次の３つの要素から成る。
1. 言語表現（詩や俳句など、文芸の要素）
2. 書表現（毛筆を使った書き振り、文字の姿、書道の要素）
3. 画像表現（写真や色背景など、絵画的要素）

これらが融合し、三位一体となったものが字画像。ここには、個々の知性、感性、美意識、価値観が投影され、唯一無二の個が作品化されていく。いわゆる「詩書画三絶」の現代版（字＋画像＝字画像。自我が投影された自画像→字画像）。
山梨学院短期大保育科の伊藤美輝教授（美術教育）は「今の日本の教育のなかで、自己表現は手薄な部分なので取り組みとして面白い。書は漢字が中心になると思うが、文字を視覚でとらえることで、イメージを深め、漢字を理解するきっかけにもなるのでは。デザインとしては、まだ入り口でひとつの方法に出合った段階だが、書と写真の合成は現代的な表現だと思う」と論じている。

### アート書道
書道を親しみやすく変形させたものや、書道の定義からずれたものは全てアート書道と呼んでいる。アート書道は、古典に則った芸術性から離れ、正しい字形や筆法などを無視し、ひたすら自由な書という意味が込められ、いわゆる芸術の「書」・「書道」からは一線を画している。「へたうま」などの文字はアート書道に分類される。パフォーマンスを伴ったり、文字で遊ぼうという企画などは、特にレクリエーション書道とも呼ぶ。

### 商業書道
古典作品を元に発達させた芸術表現である「書」に対し、「商業書道」は、集客性や快適性などを訴求して制作された広告・デザイン用の書作品である。そのため、工学、人間工学、心理学的な見地から高度な研究が行われている。

## 年賀状
デザイン書道を最も普及させるきっかけとなったのは、年賀状である。パソコンが普及する前は、木版・芋ハンなどを用いて文字をデザインし、後にパーソナルタイプの印刷機「プリントゴッコ」などでデザイン処理するのが流行した。最近では手書き文字をパソコン上で加工してカラー印刷することが主流になりつつあり、日本郵政公社（2005年当時）の発表によると、平成17年用の年賀状はがきの販売予定枚数は、パソコンから印刷するインクジェット用のものが、通常はがきを初めて越えた。
また、インクジェットプリンタの機能も高まり、パソコンを介さずにプリンタ単体で高度なCG処理と印刷が行えるものも販売されており、ますますデザイン書道が普及していく機運が高まっている。

## 書写書道教育とデザイン書道
書写教育は、本来文字の構造的な学習を中心に行うこととなっているが、書写を生活にいかす可能性を教科書で示していく方針から、現在では教科書に書作品を加工したデザイン書道作品が掲載されている。